# Pia-Luise Aufrecht-Bruggink
Pia-Luise Aufrecht-Bruggink (* 30. Oktober 1977 in Marbach am Neckar) ist eine deutsche Springreiterin.

## Werdegang

### Bis 2007
Bereits als elfjähriges Mädchen gewann Pia-Luise Aufrecht, die Tochter des Mercedes-AMG Gründers Hans Werner Aufrecht, mit der Mannschaft beim Süddeutschen Hallenchampionat den ersten Titel mit einem Pony. Trainiert wurde sie schon früh von Nelson Pessoa und Rodrigo Pessoa sowie von Achaz von Buchwaldt. Über mehrere Jahre lang, bis Herbst 2008, trainierte sie auf Gut Berl, der Anlage von Hendrik Snoek, in der Nähe von Münster. Hier wurde sie vom damaligen Bundestrainer der Springreiter, Kurt Gravemeier, trainiert. Bis zur letztmaligen Austragung der Mannschaftswertung der Riders Tour 2006 ritt sie für das AMG-La-Silla-Team. Im Jahr 2005 gewann sie als erste Amazone überhaupt den Elitepreis beim VIII. Treffen der Springreiter (CSI 3* in Affalterbach).

### 6-monatige Sperre
Den Tiefpunkt ihrer Karriere bildete eine sechsmonatige Sperre von der Teilnahme an allen Wettbewerben und Leistungsprüfungen, die vom 11. September 2007 bis einschließlich 10. März 2008 andauerte. Diese Strafe wurde gleichlautend von der FEI und der Deutschen Reiterlichen Vereinigung ausgesprochen. Begründet wurde diese Sperre mit der Überschreitung des erlaubten Grenzwertes des körpereigenen Hormons Testosteron im Blut des von ihr beim CSI 3* Affalterbach 2006 eingesetzten Pferdes Carriere Zwei. Die Reiterin begründete dies mit der Einnahme des Mittels über das tierärztlich verordnete Futter „Equine Anabolic“. Nach ihrer Angabe hätte ihr Stalltierarzt die Nachfrage, ob dieses Produkt im Wettkampf verbotene Substanzen enthalte, verneint; auch die dem Präparat beiliegende Verbraucherinformation bestätigte dies. Aufrecht gab nach Bekanntwerden des Ergebnisses der Medikationskontrolle an, dass laut ihren Nachforschungen vermutlich das enthaltene Gamma-Oryzanol die Testosteronproduktion erhöht hätte.

### Ab 2008
Nach der Sperre konnte sie lange nicht mehr an die vormaligen Erfolge anknüpfen. Im Jahr 2012 folgten wieder erste größere Erfolge, so gewann Pia-Luise Aufrecht den Großen Preis beim CSI Hachenburg. Bei den Deutschen Meisterschaften der Damen 2020 kam Aufrecht-Bruggink mit der Stute Daria Z auf den vierten Rang.
Seit November 2008 lebt Pia-Luise Aufrecht zusammen mit ihrem Lebensgefährten Gert-Jan Bruggink im niederländischen Weerselo. Im August 2018 heirateten beide. Aus der Beziehung gingen eine im Juli 2013 geborene Tochter und ein im März 2017 geborener Sohn hervor.

## Erfolge
- Weltcup
  - 2006: 8. Platz beim Weltcupfinale in Kuala Lumpur mir Abrisca
- Deutsche Meisterschaften
  - 2004: 5. Platz mit Abrisca
  - 2005: Bronze mit Ingmar
- Deutsche Meisterschaften Amazonen
  - 2003: Silber mit Ebruvic Grand Pre
  - 2005: Silber
  - 2008: Silber mit Sandy
  - 2020: 4. Platz mit Daria Z
- Europameisterschaften Junioren
  - 1993: Gold Mannschaft, 11. Platz Einzel
  - 1994: Silber Mannschaft, 8. Platz Einzel
  - 1995: 4. Platz Mannschaft
- Europameisterschaften Ponyreiter
  - 1990: Gold Mannschaft mit O.Z. by AMG
  - 1992: 4. Platz Mannschaft mit The Best of AMG
- weitere Erfolge
  - 2005: 2. Platz im Großen Preis beim CSIO 5* in Barcelona mit Ingmar, 1. Platz im Großen Preis (Elitepreis Baden-Württemberg) beim CSI 3* Affalterbach mit Ingmar, 1. Platz bei der Weltcup-Qualifikationsprüfung im Rahmen der Westeuropaliga in Mechelen mit Abrisca
  - 2006: 2. Platz im Großen Preis beim CSI Hachenburg (CSI 3*) mit Abrisca, 3. Platz im Großen Preis beim CSI 2* Hengelo (NED) mit Carriere Zwei sowie mit der Mannschaft 4. Platz beim Nationenpreis in Calgary-Spruce Meadows (CSIO 5*) mit Abrisca
  - 2008: 4. Platz im Großen Preis beim CSI 3* Maria Wörth-Reifnitz (AUT) mit Sandy
  - 2009: 2. Platz im Großen Preis von Wieze (CSI 3*) mit Olivia
  - 2010: 6. Platz im Großen Preis von Pforzheim (CSI 3*) mit Chanel
  - 2011: 2. Platz im Großen Preis im CSI 2*-Großen Preis von Mechelen (im Rahmen des Weltcupturniers) mit Chanel
  - 2012: 4. Platz im Großen Preis von La Coruña (CSI 4*) mit Ulke, 1. Platz im Großen Preis beim CSI Hachenburg (CSI 3*) mit Ulke
  - 2016: 2. Platz im Großen Preis des CSI 2* im Rahmen des CSI Twente mit Charmeur
  - 2018: 1. Platz im Großen Preis eines CSI 2* in Treffen bei Villach mit Anita

(Stand: 6. Dezember 2020)

## Erfolgreiche Pferde
- MCB Abrisca (* 1994; † 2009), braune bayrische Stute, Vater: Lordon B, Mutter von: Acord I, Mitte 2008 letztmals im internationalen Sport eingesetzt, im Februar 2009 aufgrund eines sich verschlimmernden Augenleidens eingeschläfert[12][13]
- MCB Ingmar (* 1993; † 2024), Holsteiner Schimmel-Hengst, Vater: Cassini Mutter von: Landego, zuletzt Ende 2006 in Sport eingesetzt, jetzt als Zuchthengst[14][15][16]
- MCB Sandy (* 1995) braune Hannoveraner Stute, Vater: Singular Joter, Mutter von: Lehnsherr[17]